# Diidrochelirubina
La diidrochelirubina è un alcaloide diidrobenzofenantridinico. 